# Portora Royal School
Portora Royal School è un istituto di istruzione britannico che sorge a Enniskillen, nel distretto nordirlandese di Fermanagh e Omagh.
Si tratta di una delle scuole fondate dal Royal Charter nel 1608.
Originariamente era chiamata Enniskillen Royal School; la sede attuale è a Portora Hill dal 1778, quando venne costruito il nucleo principale della scuola attuale.
Un tempo convitto, oggi Portora offre i propri servizi a 490 studenti giornalieri. In passato la scuola accettava solo promettenti alunni di sesso maschile, ma dal XX secolo anche le donne sono state ammesse a Portora: il numero delle alunne crebbe dal numero di 9 interne e 2 studentesse esterne del 1979 ad un massimo di 31 ragazze nel 1984. Ciò è scritto nel sito ufficiale della scuola. Nessuna ragazza frequenta oggi Portora; le ultime si diplomarono prima degli anni novanta.